# Johann Gottfried Benemann
Johann Gottfried Benemann (* in Prettin; † 16. November 1761 in Düben) war ein königlich-polnischer und kurfürstlich-sächsischer Kammerkommissionsrat, Oberakzisekommissar und Amtmann zu Düben sowie Rittergutsbesitzer.

## Leben
Er war der Sohn des Akziseinspektors und Bürgermeisters von Prettin, Christoph Benemann, und dessen Ehefrau Magdalena geborene Trebeljahr. Nach dem Schulbesuch schlug Benemann eine Verwaltungslaufbahn im Dienst der Wettiner am Hof in Dresden ein und stieg bis zum Kammerkommissionsrat und Oberakzisekommissar auf. Zuletzt war er Amtmann im Amt Düben.
Am 2. Mai 1755 kaufte er von Julius Alexander von Hartitzsch dessen Rittergut Schnellroda im Amt Freyburg. Ferner war er auch Erb-, Lehn- und Gerichtsherr auf Spören im Amt Zörbig.
Seine Beisetzung fand am 19. November 1761 in Düben statt.

## Werke (Auswahl)
- Als sichs Durch besondere Göttliche Fügung schicken muste, daß Wilh. August Benemann, Ein Hoffnungs-voller Jüngling, und eintziger theurer Sohn seines hochbetrübten Vaters, S. T. Sr. Königl. Hoheit, des Durchlauchtigsten Chur-Fürstens zu Sachsen [et]c. bestallten Hof- und Justitien-Raths [et]c. Herrn Johann Christian Benemanns, Am 19 Martii dieses 1733sten Jahres gleich zu der Zeit seinen Geist an denen Bocken aufgabe, Da am Ende unerschriebener in Dreßden zugegen war, konte er nicht umbhin in folgenden eylfertigen Zeilen [...] Trost anzuwünschen, Merseburg, 1733.

## Familie
Aus der Ehe mit Catharina Magdalena geborene Brause gingen folgende Söhne hervor:
- Christian Gottfried Benemann († 1780), Leutnant von der Infanterie, Generaladjutant beim Generalleutnant Prinz Johann Adolph von Sachsen-Gotha. 1779 erwirbt er als Hauptmann das väterliche Gut von seinen Slevogt-Neffen. 1780 starb er ohne Kinder. Witwe wurde Universalerbin.
- Magister Christian Wilhelm Benemann (1720–1804), Pastor zu Möst und Göttnitz in der Inspektion Delitzsch[1]
- Christian Gotthelf Benemann († 1802), königlich-polnischer und kurfürstlich-sächsischer Kammerkommissionsrat und Amtmann zu Düben. seit 1765 Besitzer vom Rittergut Pösigk
- Magister Christian Johann Gottlieb Benemann († 1788), Diakon zu Düben
- Christian Gotthold Benemann († 1809), königlich-polnischer und kurfürstlich-sächsischer Generalakzisekommissar in Elstertrebnitz.